# 1991 في سويسرا
فيما يلي قوائم الأحداث التي وقعت خلال عام 1991 في سويسرا.

## سياسة

### تعيين في المنصب
- 1 يناير – أولي ماورر عضو المجلس الوطني السويسري،عضو المجلس الوطني السويسري.
- 25 نوفمبر – جوزيف دايس عضو المجلس الوطني السويسري.
- 25 نوفمبر – جيان-ريتو بلاتنر عضو مجلس الولايات السويسري.

## برامج ومسلسلات وأنمي
- بينغو

## مواليد

### يناير
- 29 يناير – موريس برونر لاعب كرة قدم سويسري.
- 31 يناير – نونو رييس لاعب كرة قدم برتغالي.

### فبراير
- 8 فبراير – ميشائيل لانغ لاعب كرة قدم سويسري.
- 19 فبراير – فابيو دابريلا لاعب كرة قدم سويسري.

### مارس
- 13 مارس – فرانسوا أفولتير لاعب كرة قدم سويسري.

### أغسطس
- 4 أغسطس – عزت هاجروفيتش لاعب كرة قدم بوسني.

### نوفمبر
- 3 نوفمبر – ريناتو شتيفن لاعب كرة قدم سويسري.
- 7 نوفمبر – روبن مولهوسر

### ديسمبر
- 20 ديسمبر – فابيان شير لاعب كرة قدم سويسري.
- 24 ديسمبر – لارا ميشيل لاعبة كرة مضرب سويسرية.

## وفيات

### يناير
- 12 يناير – أندريه كامينسكي (مواليد 1923) كاتب سويسري.

### أبريل
- 4 أبريل – ماكس فريش (مواليد 1911)
- 28 أبريل – فيلي فون كانيل (مواليد 1909) لاعب كرة قدم سويسري.